# Rauvolfia mannii
Rauvolfia mannii är en oleanderväxtart som beskrevs av Otto Stapf. Rauvolfia mannii ingår i släktet Rauvolfia och familjen oleanderväxter. Inga underarter finns listade i Catalogue of Life.